# Kaiserberg (Duisburg)

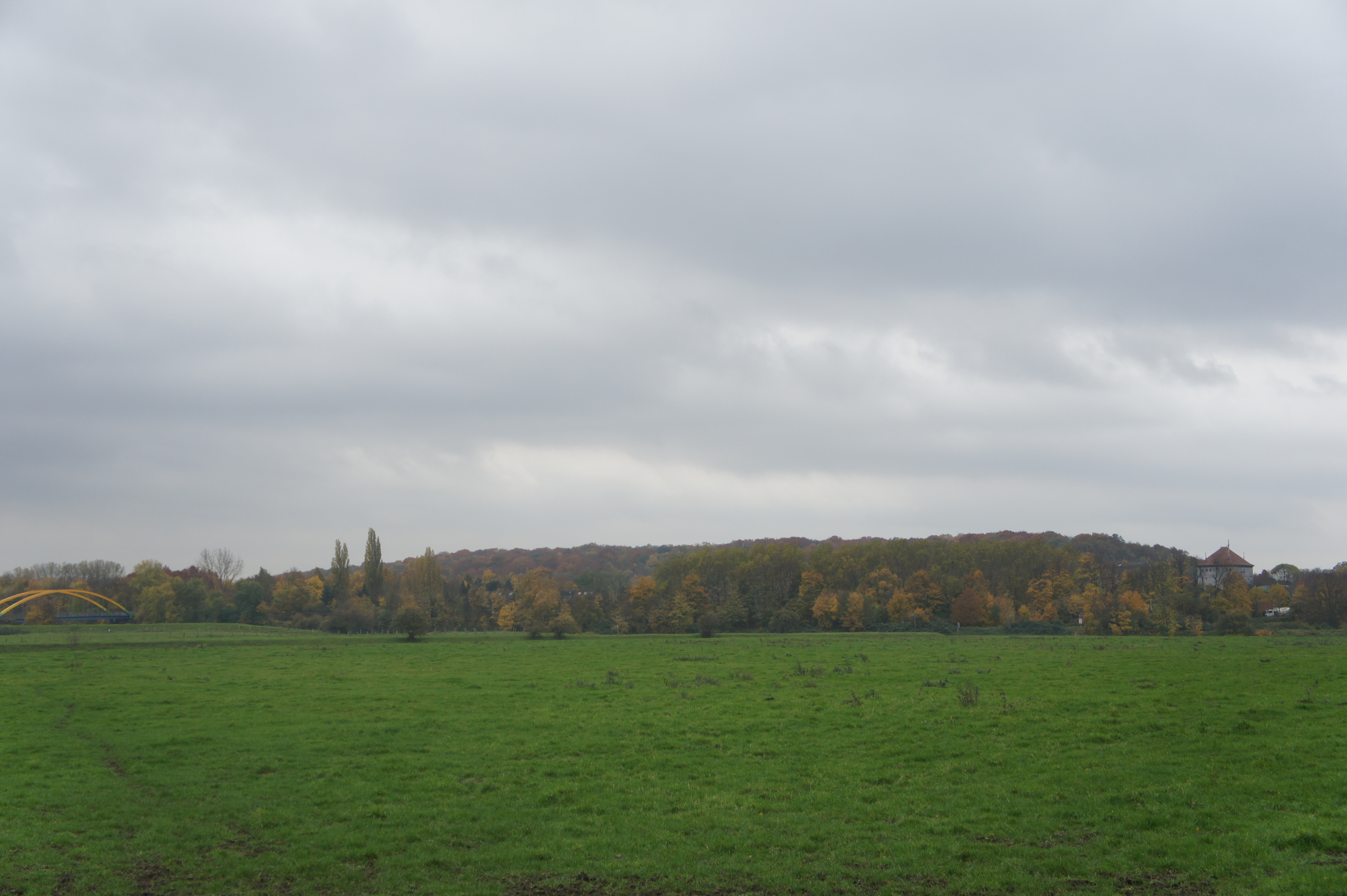
Der Kaiserberg, aus den Ruhrauen betrachtet

Der Kaiserberg (ehemals Duissernscher Berg) ist eine natürliche Erhebung im Duisburger Stadtteil Duissern mit 78 m ü. NN. Er ist der nordwestliche Ausläufer des rechtsrheinischen Schiefergebirges, die nördliche Spitze trägt den Namen Schnabelhuck.

## Geschichte

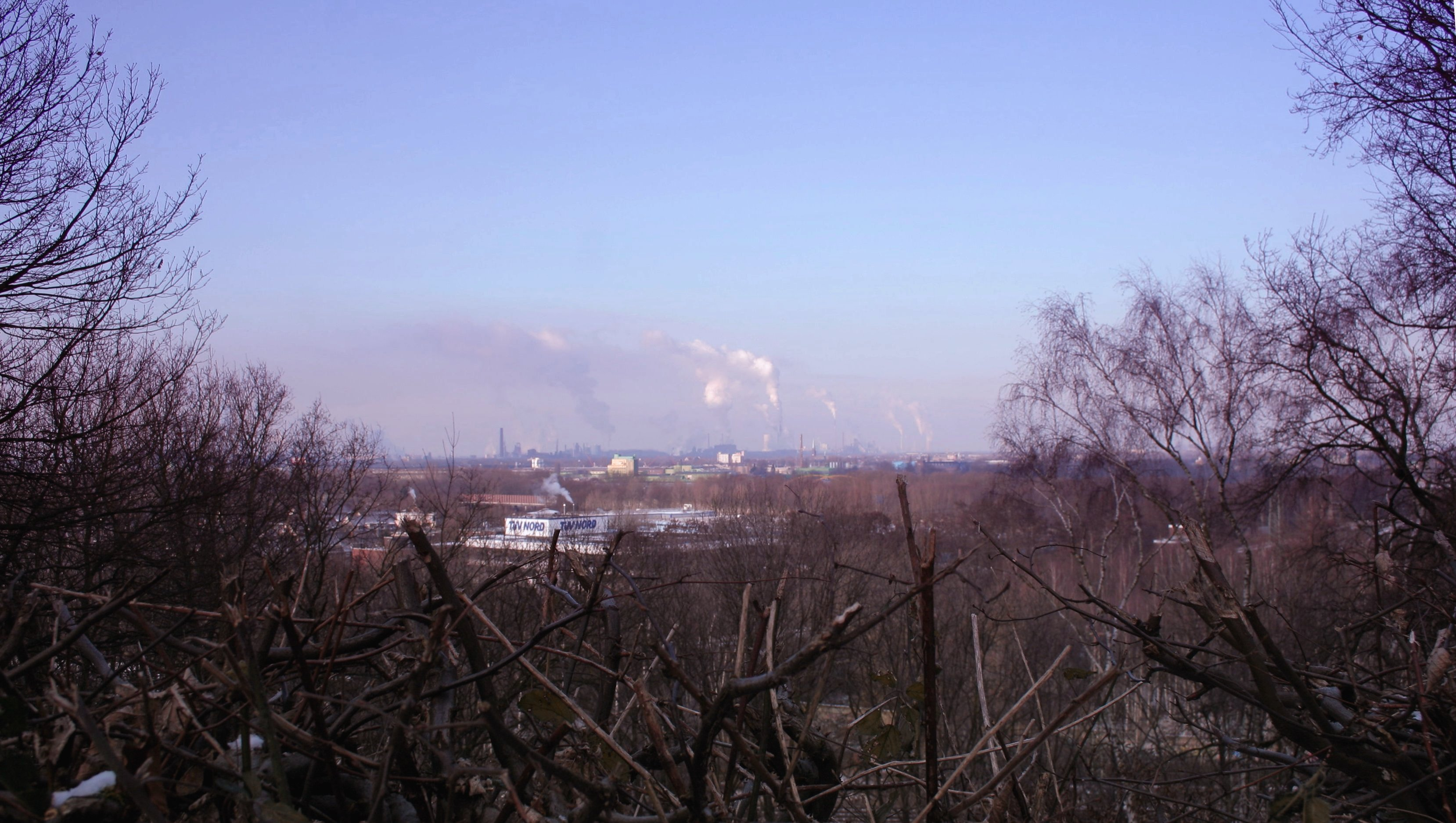
Herbstliche Aussicht vom Kaiserberg

Bereits am Ende der Weichsel-Kaltzeit vor rund 10.000 Jahren gab es auf dem Kaiserberg Jagdlager von Rentierjägern, wie Feuersteingeräte belegen. Als strategisch wichtiger Geländepunkt mit Blick auf das Mündungsgebiet von Ruhr und Rhein war der Kaiserberg seit vorgeschichtlicher Zeit Ort verschiedener Befestigungsanlagen (siehe Burg Kaiserberg). Im frühesten Mittelalter markierte der Kaiserberg einen Punkt der Grenze zwischen dem merowingischen Reich der Franken und dem der Sachsen.
Nördlich der Duissern-Straße lag bis zur Abtragung nach dem Zweiten Weltkrieg der Rest der mittelalterlichen Motte Duissern, die zuletzt nur noch als 1,5 m hoher Hügel von etwa 25 m Durchmesser in der Landschaft zu erkennen war.
In der Mitte des 12. Jahrhunderts soll das Duissern’sche Kloster Zisterzienser mehrere Jahre an den Marienborn nahe der Sedanwiese verlegt worden sein. Die bis heute genutzte Bezeichnung des versunkenen Klosters für die Region des Bachlauf unterhalb der Sedanwiese zeugt bis heute davon.
Seit 1868 gehört der Kaiserberg zu Duisburg. Mit Ratsbeschluss vom 22. Februar 1881 wurde der ursprünglich „Duissernscher Berg“ genannte Berg in „Kaiserberg“ umbenannt.

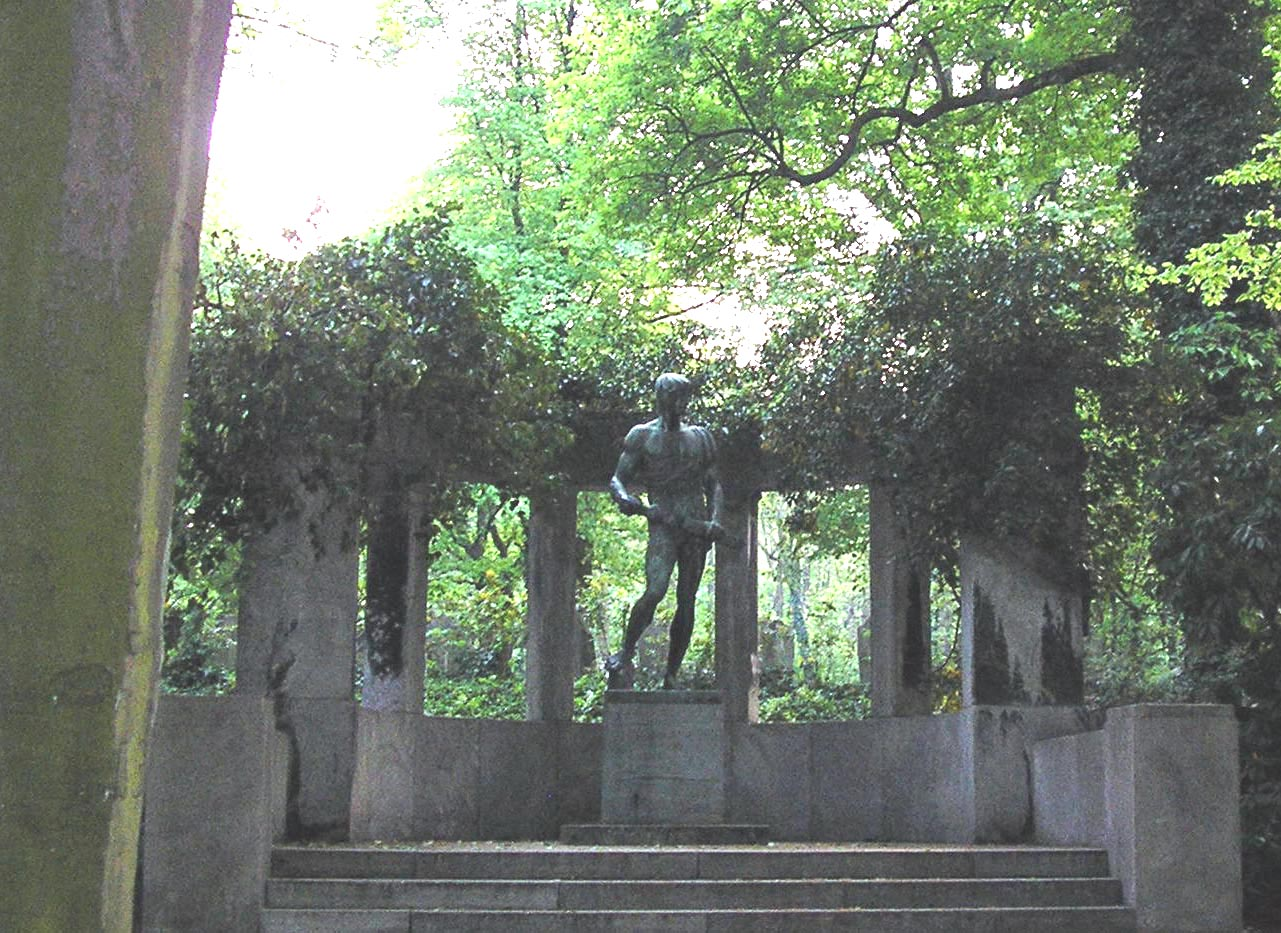
Eingang zum Kriegsgräberfriedhof auf dem Kaiserberg

Der nördliche Ausläufer trägt den Namen „Schnabelhuck“. Dieser wurde beim Bau der Eisenbahnstrecke Duisburg–Oberhausen der Köln-Mindener Eisenbahn-Gesellschaft 1846 vom Duissernschen Berg abgetrennt. Das verbliebene Stück, von den Duisburgern „Sauerbraten“ genannt, verschwand beim Bau der Reichsautobahn 1936, der heutigen Bundesautobahn 3.

## Der Kaiserberg heute
Der Kaiserberg ist heute eine mit altem Baumbestand bestandene und Wanderwegen ausgestattete Anhöhe, die einen Teil des großen Duisburger Stadtwalds bildet.
Seit 1934 befindet sich der Zoo Duisburg auf Teilen des Kaiserberges.
Zum Gedenken an die Schlacht von Sedan gibt es auf dem Kaiserberg eine „Sedan-Wiese“, auf der am Sedantag Anfang des 20. Jahrhunderts Veranstaltungen stattfanden. Ein vormals vorhandener Wasserturm, ein Wasserfall und das Kaiser-Wilhelm-I.-Denkmal bestehen nicht mehr auf dem Kaiserberg. Im westlichen Bereich befindet sich der schon 1890 erstmals erwähnte Botanische Garten Duissern.
2019 gab es Bemühungen seitens des Duisserner Bürgervereins zur Wiederherstellung und Neugestaltung des Kaiserbergs. Auch die Eintragung in die Denkmalschutzliste wurde angestrebt.
Am Rand des Kaiserbergs, d. h. in den östlichen Teilen von Duissern, befinden sich die vornehmsten Wohnviertel der Stadt mit einer villenartigen Bebauung.
2018 wurde am unmittelbaren Rand des Kaiserbergs (mit einer Stützmauer zum Kaiserberg) das Quartier Wilhelmshöhe fertiggestellt. Dieses befindet sich auf einem 6300 m² großen Areal der denkmalgeschützten ehemaligen Villa der Familie Henle und umfasst rund 45 Wohneinheiten in sieben Stadtvillen. Daran anschließend entstand bis Ende 2021 mit dem Kaiserpalais  ein weiteres Wohnquartier gehobener Ausstattung.

## Sport
Im Tischtennis gehörte die Damenmannschaft des DTC Kaiserberg (heute: DSC Kaiserberg) von 1957 bis 1989 zu den stärksten Teams in Deutschland.

## Trivia
Fälschlicherweise wird gelegentlich die Bezeichnung „Duisburg-Kaiserberg“ für den Stadtteil Duissern an der dortigen gleichnamigen Autobahnausfahrt am Autobahnkreuz Kaiserberg verwendet.
Eine Diplomarbeit unter dem Titel Die Kaiserberganlagen in Duisburg beschäftigte sich 2001 mit der Parkentwicklung und dem Nutzerkonzept.
Die Sedanwiese auf dem Kaiserberg ist die beliebteste Rodel-Strecke in Duisburg.
Die 12. Ausgabe der Duisburger Denkmalthemen beschäftigt sich unter dem Titel „Die Kaiserberganlagen als Gartendenkmal“ mit dem Kaiserberg.